# 산타 비토리아의 비밀
《산타 비토리아의 비밀》(The Secret Of Santa Vittoria)은 미국에서 제작된 스탠리 크레이머 감독의 1969년 드라마, 코미디, 전쟁 영화이다. 앤서니 퀸 등이 주연으로 출연하였고 조지 글래스 등이 제작에 참여하였다.

## 출연

### 주연
- 앤서니 퀸
- 안나 마냐니

### 조연
- 비르나 리지
- 하디 크루거
- 리나토 렛첼

## 기타
- 미술: 로버트 클랫워시
- 의상: 조 킹